# 里卡杜博士镇
里卡杜博士镇是巴西南大河州的一个市镇。总面积108.434平方公里，总人口2053人，人口密度18.9人/平方公里。